# Andreas Storm

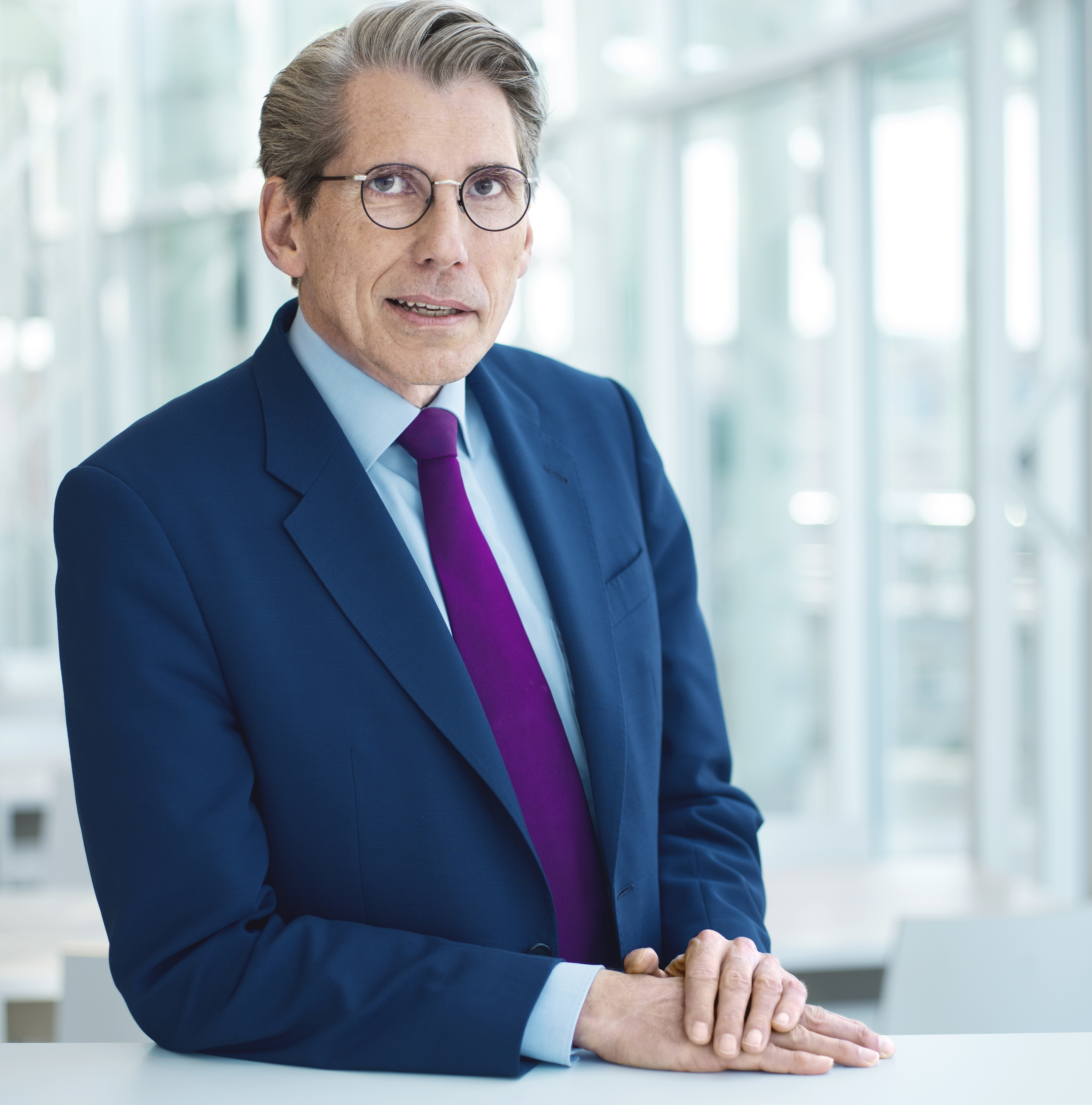
Andreas Storm

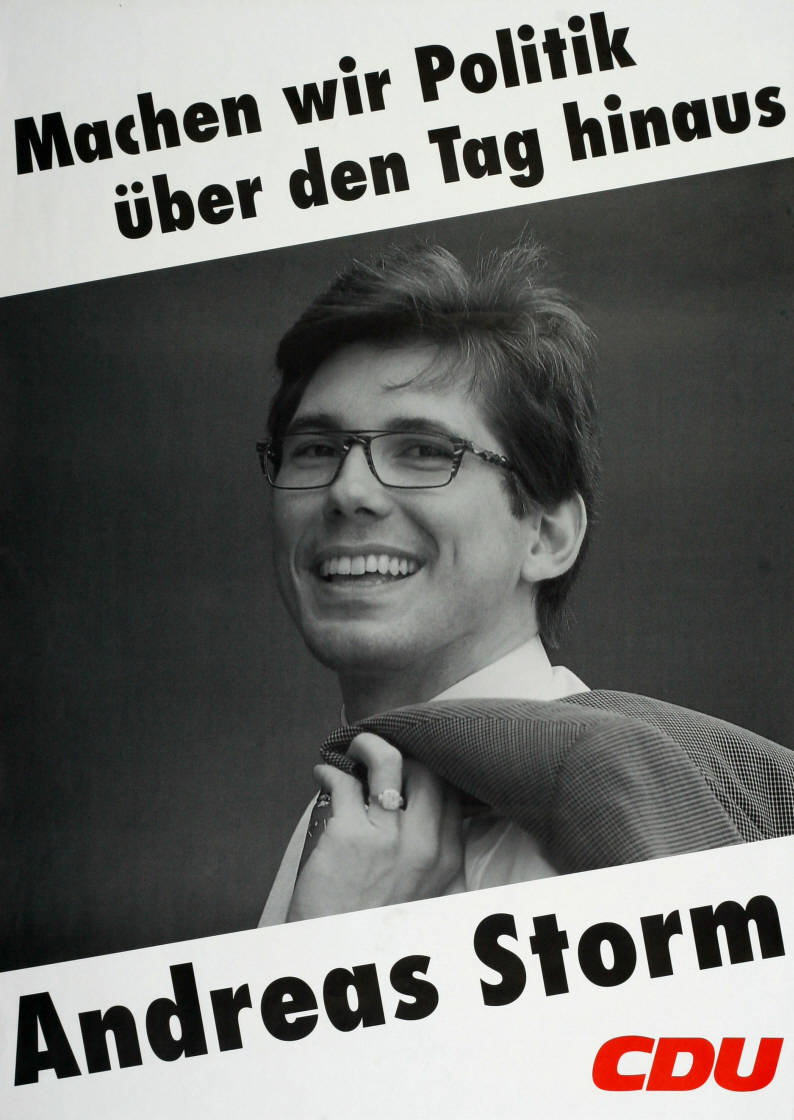
Andreas Storm auf einem Plakat zur Bundestagswahl 1994

Andreas Storm (* 20. Mai 1964 in Darmstadt) ist ein deutscher Krankenkassenmanager und ehemaliger Politiker (CDU). Er war von 2005 bis 2009 Parlamentarischer Staatssekretär bei der Bundesministerin für Bildung und Forschung. Von November 2009 bis August 2011 war er beamteter Staatssekretär im Bundesministerium für Arbeit und Soziales. 2011 bis 2012 war Storm Chef der saarländischen Staatskanzlei und Minister für Bundesangelegenheiten und vom 9. Mai 2012 bis 12. November 2014 Minister für Soziales, Gesundheit, Frauen und Familie im Saarland. Von 1994 bis 2009 war Storm Mitglied des Deutschen Bundestages. Seit 1. Januar 2017 ist er Vorstandsvorsitzender der DAK-Gesundheit.

## Ausbildung und Beruf
Nach dem Abitur 1983 absolvierte Storm ein Studium der Volkswirtschaftslehre an der Johann Wolfgang Goethe-Universität in Frankfurt am Main, das er 1988 als Diplom-Volkswirt beendete. Danach war er hier als wissenschaftlicher Mitarbeiter am Institut für Entwicklung, Umwelt und quantitative Wirtschaftsforschung tätig. 1990 wechselte er als Referent in die Grundsatzabteilung des Bundesministeriums für Wirtschaft. Am 1. Juli 2016 wechselte er in den Vorstand der DAK-Gesundheit und übernahm am 1. Januar 2017 den Vorsitz des Vorstandes. Im Dezember 2021 wurde Storm durch den Verwaltungsrat der DAK-Gesundheit für weitere sechs Jahre wiedergewählt. Seine zweite Amtszeit begann am 1. Juli 2022.

## Partei
Seit 1983 ist Storm Mitglied der CDU. Er engagierte sich zunächst in der Jungen Union und war von 1985 bis 1991 Vorsitzender des JU-Kreisverbandes Darmstadt-Dieburg.
Von 1985 bis 2010 gehörte er auch dem Vorstand des CDU-Kreisverbandes Darmstadt-Dieburg an. Hier war er von 1992 bis 1998 zunächst stellvertretender Vorsitzender und von 1998 bis 2005 schließlich Vorsitzender des Kreisverbandes. Seit 1998 ist Storm auch Mitglied des Landesvorstands der CDU in Hessen.
Von 1996  bis 2010 war Storm außerdem Vorsitzender des Bezirksverbandes Südhessen der Mittelstands- und Wirtschaftsvereinigung der CDU/CSU (MIT).

## Abgeordneter
Von 1989 bis 1990 sowie von 2001 bis 2005 gehörte Storm dem Kreistag des Landkreises Darmstadt-Dieburg an.
Von 1994 bis 2009 war er Mitglied des Deutschen Bundestages. Hier war er von 2002 bis 2005 Vorsitzender der Fraktionsarbeitsgruppe Gesundheit und soziale Sicherung und sozialpolitischer Sprecher der CDU/CSU-Bundestagsfraktion.
Andreas Storm ist 1994 als direkt gewählter Abgeordneter des Wahlkreises Darmstadt und danach stets über die Landesliste Hessen in den Bundestag eingezogen. Bei der Bundestagswahl 2009 wurde Andreas Storm Opfer des Erfolges der eigenen Partei. Es gelang ihm mit einem Rückstand von gerade einmal 45 Stimmen nicht, seinen Wahlkreis zu gewinnen. Obwohl er auf dem scheinbar sicheren Platz 4 der Landesliste abgesichert war, konnte er auch nicht über die Landesliste in den Bundestag einziehen, da die CDU 15 Direktmandate in Hessen erreichte. Da die hessische Union gemäß Zweitstimmen ebenfalls 15 Mandate erzielte, wurde kein einziger hessischer CDU-Abgeordneter über die Landesliste gewählt.

## Öffentliche Ämter
Am 22. November 2005 wurde Storm als Parlamentarischer Staatssekretär bei der Bundesministerin für Bildung und Forschung in die von Bundeskanzlerin Angela Merkel geführte Bundesregierung (Kabinett Merkel I) berufen. Nach der Bundestagswahl 2009 und dem Antritt der zweiten Regierung Merkel im Oktober 2009 schied Storm aus dem Amt. Von Dezember 2009 bis August 2011 war Storm beamteter Staatssekretär im Bundesministerium für Arbeit und Soziales. Von 2011 bis 2012 war er Chef der Staatskanzlei und Minister für Bundesangelegenheiten im Saarland im Kabinett von Annegret Kramp-Karrenbauer. Vom 9. Mai 2012 bis 12. November 2014 war er Minister für Soziales, Gesundheit, Frauen und Familie im Saarland. Bei einer Kabinettsumbildung verlor er sein Ministeramt.